# Vira Bahu II
Vira Bahu II fou rei de Gampola vers 1391/1392 a 1397. Va succeir el seu germà o cunyat Bhuvaneka Bahu V.
Va regnar cinc o sis anys i llavors dos fills de nom desconegut es van disputar el tron, arribant ambdós a ser reis per un breu temps, fins que es va imposar el ministre Alakesvara o Alagakkonara (en singalès) que va pujar al tron com Vijayabahu VI.